# Frank Zappa

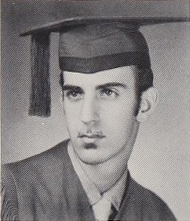
Frank Zappa i gymnasiet 1958.

Frank Vincent Zappa, född 21 december 1940 i Baltimore i Maryland, död 4 december 1993 i Hollywood Hills i Los Angeles, var en amerikansk kompositör, musiker, gitarrist, textförfattare, sångare, artist och debattör med en särpräglad och originell produktion. En av hans mest kända låtar för den stora allmänheten är Bobby Brown Goes Down, en satirisk låt han gjorde mest på skämt och som i huvudsak slog igenom framförallt i Europa inklusive Sverige.
Zappa etablerade sig under sin trettioåriga karriär som en produktiv och originell kompositör, elgitarrist och bandledare. Han arbetade inom många olika musikgenrer och skrev musik för rockband, jazzensembler, synthesizers och symfoniorkestrar, samt konkret musik uppbyggd av förinspelade, syntetiserade eller samplade källor. Förutom sina musikinspelningar skapade han lång- och kortfilmer, musikvideor och skivomslag.
Trots att han bara ibland uppnådde någon större kommersiell framgång fortsatte han under hela sin karriär att vara en mångsysslare. Hans arbete omfattade komponerande, inspelning, turnerande, producerande och försäljning av sin egen och andras musik. Zappa producerade själv nästan alla de mer än sextio album som han gav ut med Mothers of Invention eller som soloartist.
Politiskt sett var Zappa enligt egen utsago ”praktisk konservativ”. Han var också en högljudd kritiker av konventionell utbildning och organiserad religion.
Zappa var en rättfram förespråkare för yttrandefrihet och avskaffande av censur, och hans verk förkroppsligade hans skeptiska syn på etablerade sociala och politiska processer och strukturer.
Trots att vissa antog att han använde droger, som många musiker vid samma tid, var Zappa starkt emot användning av droger i avkopplingssyfte.
Zappa var gift med Kathryn J. ”Kay” Sherman (1960–1964; inga barn), och sedan 1967 med Adelaide Gail Sloatman, som han levde med till sin död. De fick fyra barn: Moon Unit, Dweezil, Ahmet Emuukha Rodan och Diva Thin Muffin Pigeen. Zappa dog i prostatacancer den 4 december 1993, 17 dagar före sin 53-årsdag, i sitt hem med sin fru och sina barn vid sin sida. Vid en privat ceremoni dagen efter begravdes hans kropp i en grav på Westwood Village Memorial Park Cemetery i Los Angeles. Graven är omärkt. Den 6 december tillkännagav hans familj offentligt att "Kompositören Frank Zappa lämnade för sin sista turné strax före 18:00 på lördagen". Gail Zappa skötte sin avlidne makes affärer under bolagsnamnet Zappa Family Trust.

## Uppväxt
Zappa var äldsta barn till den sicilianska invandraren Francis Zappa och dennes fru Rose Marie (Rosie), som kom från en neapolitansk invandrarfamilj. Zappa hade tre syskon, bröderna Bobby och Carl samt systern Patrice (Candy). Zappas far arbetade på olika ställen för det amerikanska försvarsministeriet. Av denna anledning var familjen ofta tvungen att flytta. Under åren i Maryland led Zappa upprepade gånger av svåra förkylningar och astma. Detta fick föräldrarna att flytta till USA:s västkust i december 1951.

## Musikalisk utveckling

### Ungdomsåren
Zappa fick sin första skiva i present på sin sjunde födelsedag: All I want for Christmas is my two front teeth av Spike Jones and his City Slickers. Detta sätt att kombinera humor med musik hade ett varaktigt inflytande, inte bara på Zappas kompositioner, utan även på hur han utformade sina konserter. Till Zappas tidiga musikaliska influenser hörde också arabisk musik. Han sade: ”Någonstans hörde jag det och blev genast hänförd.” I radio hörde han som 13-åring Gee av The Crows och I av The Velvets. Den första skiva som han köpte var Riot in Cell Block Number 9 av The Robins. Zappa själv nämnde den tidiga rhythm and blues-musiken som en ”huvudinfluens – och kanske det som verkligen öppnade öronen på mig”. Hans tycke för doo wop-musik från det tidiga 1950-talet återspeglas över hela hans verksamma tid i vissa kompositioner.
Ett viktigt möte med orkestermusik fick Zappa när han i början av 1950-talet köpte sin första LP-skiva. Han hade läst om skivan i en tidningsartikel och hade länge letat efter den: The Complete Works of Edgar Varèse, Vol. 1. Han tyckte särskilt mycket om ”Ionisation” – ett stycke för 13 slagverkare. Han var så förtjust i kompositionerna att han önskade sig ett telefonsamtal med Varèse till sin femtonårsdag. I fotnoterna på omslaget till Varèse-skivan nämndes även kompositörerna Béla Bartók, Igor Stravinskij och Anton Webern. Zappa började omgående att se sig om efter skivor med verk av dessa företrädare för samtida musik.
Ett viktigt incitament för den unge Zappa att själv komponera, men även en förklaring till stilen i vissa av hans kompositioner, fanns i ett utpräglat grafiskt intresse. Hans biograf Barry Miles citerar honom med orden: ”Jag tyckte helt enkelt om hur noter såg ut på papperet.” Och utvidgar detta uttalande med ett ytterligare citat, där Zappa sade om sina tidiga kompositioner: ”Jag hade inte den minsta aning om hur det skulle låta.”
Som gitarrist influerades Zappa av rhythm and blues-gitarrister som Johnny "Guitar" Watson, Clarence ”Gatemouth” Brown, Eddie Jones och Matt Murphy. I kommentartexten till sitt första album Freak Out! nämnde han dessutom, bland andra, Howlin’ Wolf och John Lee Hooker.

### Första steg

#### Utbildning
Från 1951 lärde sig Zappa spela slagverk i skolan. Senare spelade han trummor i skolorkestern. Under en tävling vid Keith McKillop’s Monterey Summer Percussion School tillkom 1953 hans första komposition Mice – ett solo för virveltrumma. 
Från 1956 gick han på Antelope Valley High School i Lancaster. Till de första Zappa-kompositioner som någonsin uppfördes hörde styckena A Pound For A Brown (On The Bus) och Sleeping In A Jar, båda delar av en stråkkvartett som Zappa lät framföra 1958, då hans musiklärare tillät honom att dirigera Antelope Valley High School Big Band. Stycket A Pound For A Brown (On The Bus) levde kvar under hela hans karriär och framfördes under nästan varje turné.
I oktober 1958 bytte Zappa skola till Antelope Valley Junior College i Lancaster, där han lärde känna Donald Vliet alias Captain Beefheart. Ungefär vid denna tid lärde han sig själv att spela gitarr. Stycket Lost In A Whirlpool (utgivet först 1996 på albumet The Lost Episodes) spelades in på vintern 1958/59 i ett ledigt klassrum i colleget och är den första inspelning där Zappa kan höras som gitarrist. 
För att studera harmonilära och komposition skrev Zappa på våren 1960 in sig på Chaffee Junior College i Alta Loma. Efter lite mer än en termin slutade han igen, då han enligt Barry Miles hade nått sitt mål: ”Han förstod nu musikens grundstenar.” 
Detta motsägs av att Zappa ännu en gång år 1961 deltog vid föreläsningar i ämnet komposition vid Pomona College i Claremont.

#### Tidiga band och projekt
1955 gick Zappa som trumspelare med i R&B-bandet The Ramblers vid highschool i San Diego. Hans föräldrar köpte hans första trumset åt honom. 
Efter att hans familj hade flyttat två gånger grundade Zappa 1957 i Lancaster R&B-gruppen The Black-Outs, där bland andra Jim ”Motorhead” Sherwood medverkade. Efter att Zappa lämnat gruppen år 1958 kallade de sig The Omens. 
Dessutom spelade han i Antelope Valley High School Big Band. På våren 1961 grundade Zappa kvartetten The Boogie Men, men upplöste den igen efter kort tid. På sommaren 1961 blåste Zappa nytt liv i Black-Outs, men spelade då gitarr i stället för trummor. För att tjäna pengar var han dessutom medlem i dansgruppen Joe Perrino & The Mellotones.
Från 1962 ägnade sig Zappa framför allt åt studioprojekt. Med Ray Collins gjorde han 1963 några framträdanden som Sin City Boys och som Loeb & Leopold. Dessutom grundade han den kortlivade gruppen The Soots, där bland andra Captain Beefheart medverkade. Studioarbetet gav inte den avkastning som han hade hoppats, och därför grundade Zappa 1964 dansbandet The Muthers. Dessutom var han medlem i husbandet på klubben The Village Inn.
Zappa arbetade under de första åren inte bara som musiker, utan genomförde även andra projekt: 1959 skrev han musiken till lågbudgetfilmen Run Home, Slow. Musiken spelades dock in först 1963, och filmen själv hade biopremiär den 15 december 1965. Ett annat filmmusikprojekt, som Zappa engagerades för i juni 1961, var B-filmen The World’s Greatest Sinner, som hade premiär i januari 1963.
I november 1961 började Zappa arbeta för Paul Buff i dennes Pal Studio i Cucamonga. Där arbetade han som studiomusiker, kompositör, ljudtekniker och producent tillsammans med några kända lokala konstnärer och utgav flera singlar. Då Buff på sommaren 1964 fick uppdraget att arbeta för en annan musikstudio köpte Zappa Pal Studio och döpte om den till Studio Z. I slutet av mars 1965 ägde ett intermezzo rum i Studio Z, som är av betydelse för förståelsen av vissa Zappatexter från senare tid. Zappa fick i uppdrag att göra en ”erotisk” inspelning för en svensexa. Han och hans dåvarande flickvän fejkade en sådan inspelning i studion. Några dagar senare blev båda gripna när de överlämnade inspelningen. Uppdragsgivaren var egentligen detektiv inom sedlighetspolisen. Zappa dömdes till sex månaders fängelse för pornografibrott. Han satt tio dagar i häkte och resten av straffet omvandlades till tre år villkorligt.
I maj 1962 deltog Zappa i ett multimedia-experimentprojekt av Don Preston, som också hade samlat bland andra Bunk och Buzz Gardner omkring sig. Zappa medverkade som slagverkare och med några filmbidrag.
Zappas strävan att bli känd i musikbranschen visades i två händelser under året 1963. I mars uppträdde han som i gäst i TV-programmet Steve Allen Show och framförde där sin Concerto For Two Bicycles. Ungefär två månader senare gavs vid Mount St. Mary’s College i Los Angeles konserten The Experimental Music of Frank Zappa, där några verk av Zappa framfördes av studenter i collegeorkestern.

## The Mothers of Invention
Se även Uppsättningar av Frank Zappas band.
1963 sökte gruppen The Soul Giants en ny gitarrist. Zappa blev medlem och avancerade snabbt till bandledare. Gruppen, som bestod av sångaren Ray Collins, saxofonisten David Coronado, Roy Estrada som basist och trumspelaren Jimmy Carl Black – bytte namn flera gånger, först till Captain Glasspack & His Magic Mufflers, sedan på mors dag 1964 till The Mothers. Gitarristen Henry Vestine som under tiden hade anslutit sig ersattes på våren 1966 av Elliot Ingber. 1965 såg musikproducenten Tom Wilson bandet och såg till att de fick skriva skivkontrakt med Verve Records. Den 1 mars 1966 fick Mothers skivkontrakt och gick kort därefter in i studion för att spela in sitt första album Freak Out!. Innan detta kunde ges ut måste gruppen efter påtryckningar från skivbolaget byta namn till The Mothers of Invention.
Debutalbumet Freak Out! släpptes 1966. Albumet, som producerades av Tom Wilson, var banbrytande både musikaliskt och textmässigt. Freak Out! sägs bland annat ha givit Beatles inspiration till deras skiva Sgt. Peppers Lonely Hearts Club Band. Albumet var också det andra dubbelstudioalbumet någonsin, och Bob Dylans Blonde on Blonde, som var det första, hade släppts bara två månader tidigare. Efter debuten släppte Zappa genom åren ett tiotal album tillsammans med The Mothers of Invention. Av hans fem första album är endast Lumpy Gravy från 1967 en soloskiva. De övriga spelades in tillsammans med The Mothers of Invention.
Mothers of Invention existerade i ungefär tio år. Under denna tid sågs gruppen på turnéer i 18 olika uppsättningar. Om man även räknar Hot Rats-bandet samt de båda olika Wazoo-orkestrarna dit, var det till och med 21 olika konstellationer, som alla existerade bara under några få konserter. Eftersom flera enskilda musiker avskedades under pågående turnéer, och nya tillkom, var det egentligen ännu fler Mothers-ensembler. Med andra ord fanns det aldrig ett ”The” Mothers of Invention. Redan den femhövdade urbesättningen understöddes under studioinspelningarna av debutalbumet av ett dussintal ytterligare musiker. Dessutom förändrade Zappa besättningen redan efter några få konserter: Gitarristen Elliot Ingber fick gå och nya musiker tillkom, såsom Don Preston, Bunk Gardner, Ian Underwood, Billy Mundi och Jim ”Motorhead” Sherwood. I de flesta av ensemblerna utkristalliserade sig emellertid fem grundformationer. Förutom av Zappa var livebandets spelförmåga avhängig den för Zappas musik viktiga rytmsektionen, och där i synnerhet av trumspelaren.
Jimmy Carl Black var fram till hösten 1969 trumspelare i de första fem Mothers-formationerna. Hans solida, men något variationsfattiga spel gav fundamentet på vilket specialister som Don Preston, Ian Underwood, Bunk Gardner och Zappa kunde bygga upp sina musikaliska experiment och långa improvisationer. De för denna Mothers-epok typiska utsträckta, fria musik- och musikteaterdelarna hölls samman av de av Zappa löst satta kompositoriska ramarna. Betecknande för denna fas är Mothers uppträdanden på Garrick Theatre i New York, där bandet från 23 mars till 5 september 1967 med korta avbrott två gånger om vardagarna, tre gånger på veckosluten, uppförde rockmusikalen Pigs & Repugnant. Teaterperformancen av happening-slag erbjöd allehanda rysligheter, grovkornig humor, samhällskritiska inslag, musikparodier och annat – bland annat i juli 1967 ett gästframträdande av Jimi Hendrix. 
För vissa kritiker var showerna inget mer än ”varm luft”, för andra däremot ”briljanta till storartade – fantastiska”.
Freak Out!, Mothers of Inventions första album som gavs ut 1966, var också ett kostsamt dubbelalbum försett med textkommentarer. Musikkritikern Mike Fish betecknar det som ”en av de mest lysande debuterna”: 
Skivan innehåller satir och politisk kritik liksom referenser till doo-wop och rhythm and blues samt självbiografiska referenser. En hel LP-sida använde Zappa till en slagverksimprovisation, blandad med textcollage och oartikulerade ljud. Albumet We're Only in It for the Money från 1968 betecknades som ett ”obarmhärtigt mörkt, rasande och dystert svar på Sergeant Pepper” och visar tydligt Zappas roll som del av motkulturen. Falska hippies parodieras och polisens skjutning av protesterande ungdomar tematiseras.
1969 genomförde Zappa en första kort utflykt inom jazzområdet. Hans soloalbum Hot Rats räknas som ett av de första jazzrock-albumen över huvud taget.
Med 200 Motels sammanställde Zappa ett fyrsatsigt verk för orkester och rockband som bidrag för Contempo ’70. Det uruppfördes den 15 maj 1970 i Pauley Pavilion i University of California i Los Angeles. Medverkande var Mothers och Los Angeles Philharmonic Orchestra, dirigerade av Zubin Mehta. Av kostnadsskäl spelades endast satserna ett, tre och fyra av detta verk, med vilket Zappa ville utröna ”hur den musik låter som jag har skrivit på motell” (under turnéerna det föregående året". 
Som trumspelare på detta projekt medverkade den brittiske musikern Aynsley Dunbar, som kom från rockmusiken. Musiken blev sammantaget stramare och rockigare. De tidigare sångarna i The Turtles Mark Volman och Howard Kaylan gick även med i Mothers. Denna Mothers-uppsättning blev känd som ”vaudeville-bandet”. Scenshowerna till slutet av 1971 var utformade efter dessa båda verserade frontpersoners framställande och satiriska förmåga.
Två händelser avslutade denna Mothers-fas. Den 4 december 1971 bröt en brand ut vid en konsert med bandet i Casino Barrière i Montreux, där bandets hela musikanläggning förstördes. Deep Purples låt Smoke on the Water handlar om denna händelse. Några få dagar senare, den 10 december, knuffades Zappa under en konsert i Rainbow Theatre, London, av en besökare från scenen ned i orkesterdiket. Han blev då så svårt skadad att han var tvungen att tillbringa nio månader i rullstol. Därefter var ett av hans ben förkortat (låten Dancing Fool på albumet Sheik Yerbouti innehåller en referens till detta förhållande), och även hans röst klingade en ters djupare. Zappa tvingades avbryta konsertturnén och upplösa bandet.

### Zappa-banden
För lista över olika uppsättningar av The Mothers och andra Frank Zappa band, se Uppsättningar av The Mothers och övriga Frank Zappa band.

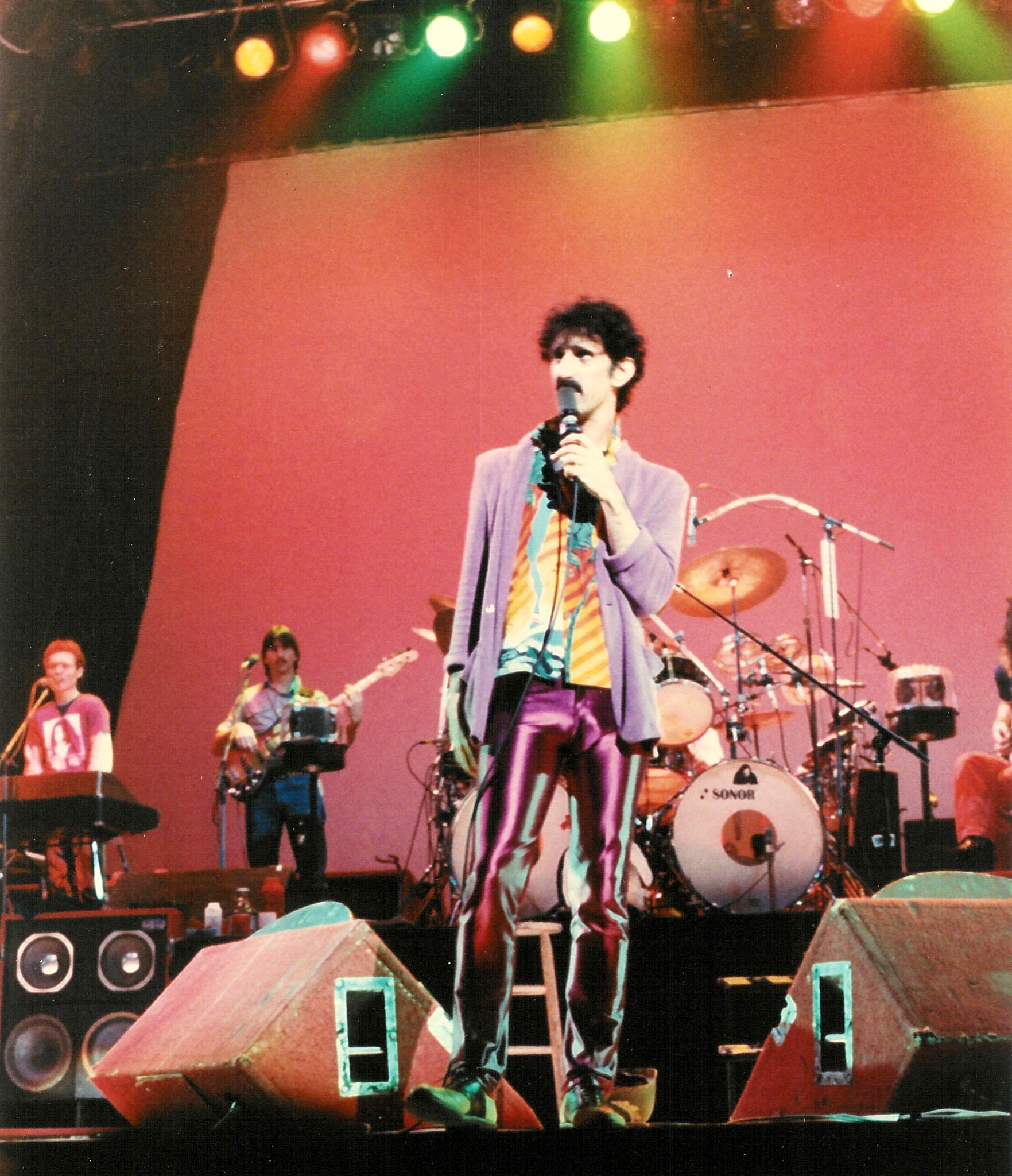
Frank Zappa på scen i Buffalo, New York, den 25 oktober 1980.

Frank Zappa var välkänd för de höga krav han hade på musiker. Oftast krävde han att de skulle klara av att läsa noter, improvisera och kunna memorera avancerade musikstycken. Varje gång han skulle turnera lät han hålla öppna provspelningar för musiker där han testade deras notläsningsförmåga, känsla för olika musikstilar, möjlighet att memorera och annat.
Förutom grundläggande instrument som gitarr, klaviatur, elbas och trummor hade Frank även ofta med andra instrument i sitt band. Viktigast var slagverk i form av malletinstrument som vibrafon, xylofon, marimba, men även pukor, klockor, cymbaler med mera. Eftersom Frank själv från början var slagverkare var han särskilt intresserad av slagverk. I vissa band hade Frank blåssektioner som vanligtvis bestod av trumpet, trombon och olika typer av saxofoner, med minst en av varje. När det gällde gitarrister anställde Frank bara andra gitarrister om de kunde spela musik eller stilar som han själv inte klarade av (såvida de inte skulle vara kompgitarrister), eftersom han själv var gitarrist. Om Frank hade en annan gitarrist i bandet så var det dennas uppgift att spela alla skrivna delar medan Frank bara spelade sina gitarrsolon. Som sångare anställde Frank bara personer med högre röstläge än han själv.
Personer som har spelat i Frank Zappas band är bland annat Steve Vai, George Duke, Warren Cuccurullo, Chester Thompson, Vinnie Colaiuta, Terry Bozzio och Eddie Jobson.
I februari 1988 åkte Zappa ut på sin sista turné, som varade till juni samma år, genom Nordamerika och Europa. Dock led bandet av interna stridigheter, vilket ledde till att Zappa upplöste bandet och avbröt turnén efter Europa-delen. Därmed fick alla konserter i turnéns andra Nordamerika-omgång ställas in, vilket ledde till att Zappa gick back flera hundratusen dollar.

### Orkestermusik
Redan före sin rockkarriär hade Zappa skrivit stycken för symfoniorkester. Det första uppförandet skedde 1963 vid St. Mary’s College i Los Angeles och sändes av radiokanalen KPFK. Efter att han 1971 redan hade samarbetat med Royal Philharmonic Orchestra för albumet 200 Motels och filmen med samma namn, gav han år 1979 ut sitt första helt orkestrala album Orchestral Favorites. Inspelningar med London Symphony Orchestra (dirigent: Kent Nagano) gjordes 1983 och 1987. Vid denna inspelning var det nya att instrumenten spelades in separat vid olika tillfällen med egna mikrofoner, vilket tillät Zappa att mixa och göra begränsade korrigeringar i efterhand. I textkommentaren till den andra skivan beklagade Zappa de ”mänskliga egenarterna” i inspelningen som var infekterad av ”falska toner och ostämda passager”. Inte heller samarbetet med Pierre Boulez ledde till någon större framgång. Kort före sin död fann Zappa i Ensemble Modern en grupp musiker som framförde hans orkesterkompositioner framgångsrikt och med stor teknisk precision. Zappas orkesterverk The Yellow Shark uruppfördes i september 1992 av Ensemble Modern i Frankfurt am Main under medverkan och musikalisk ledning av kompositören. Av hälsoskäl blev han dock tvungen att avbryta sin medverkan på turnén.

## Musik

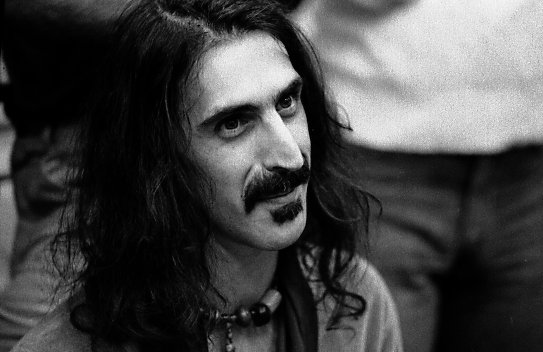
Zappa i Toronto, 1977.

Zappas kompositioner är unika av flera olika skäl. Den collageartade kompositionstekniken, kompositionernas rytmiska mångfald, lånen från många stilområden inom seriös musik och underhållningsmusik, de ständigt inflätade musikaliska citaten, det ironiska och satiriska inslaget i musik och text, de spetsfundigt uttänkta arrangemangen – allt går utöver "den trånga omkretsen av det formförråd som definieras som typiskt för rockmusik". 
Zappa monterade de olika elementen i ett för honom typiskt sammanhang. ”Användningen av klangblock, klangfärgens primat över stämläge samt varierande taktantal, allt det är kännetecken för Varèses skapande”, visar Barry Miles 
och pekar på en väsentlig inspirationskälla i Zappas skapande. Zappas musikkoncept är vidare än det som vanligtvis förekommer i rockgenren. Han komponerade och arrangerade inte enbart för rockband (även om dessa arbeten utgör den största delen av hans samlade verk), utan även för jazzorienterade storband och för orkestrar av olika sammansättning, från kammarorkester till symfoniorkester.
Zappas collageartade kompositionsteknik är påfallande. Där sammanfogas det som skenbart inte hör samman och förenar sig till en spännande helhet. Ilsket framförda, utkomponerade passager upplöser sig i bräckligt vemodig melodisk välklang, som avlöses av flera samtidigt spelade rytmer och melodier, som sönderslits av elektroniska eller med ljudbandet framställda ljudfragment, för att i slutet upplösas i hånfulla skrattsalvor. Denna kompositionsteknik återfinns i många exempel genom hela Zappas produktion. Zappa var öppen för influenser av alla sorter. Musikjournalisten Volker Rebell beskriver att Zappa lånade från ”de mest olika former och material”,
använde med självklarhet element från de mest olika stilriktningar och musikdiscipliner. Trots all olikhet i verk exempelvis av Edgar Varèse å ena sidan och sånger av R&B-grupper som The Robins å andra sidan var båda för Zappa bra musik, för honom tycktes ”själen komma ur samma universella källa”. 
Om det så var doo wop-schlager eller Stravinskij-skärpa, jordnära rhythm & blues eller uppsluppet Spike Jones-knas, ungersk folkmusik eller dånande hårdrock, minimalistiska John Cage-klanger eller vild frijazz – detta och annat förenade Zappa med humor och ironi till kompositioner, som enligt Volker Rebell syftade till att "attackera inkörda lyssnarvanor och göra dem osäkra".
De harmoniska system och förbindelser som används av Zappa är sammantaget betraktade snarast konventionella, vilket inte utesluter att det finns i enskild spänning alstrande ackordflyttningar och kontrastskapande intervallsprång. Om han använder klassiska harmonischeman, åstadkoms variation genom genomgångsackord, modulationer och dissonerande harmonier. Komplicerad uppbyggnad, raffinemang och detaljkärlek är kännetecknande för arrangemangen. Påfallande är ofta okonventionella instrumenteringar samt ibland otypiska placeringar av instrumenten i arrangemangsatsen. Karakteristiskt i Zappas skapande är de rasande unison-förloppen av flera instrument, och upprepning av enskilda noter.
Zappa hade för sitt arbetssätt alla slags förespråkare – inom popmusiken, men även i området för samtida musik, som de gemensamma projekten med Zubin Mehta, Pierre Boulez och Kent Nagano visar prov på. På uppdrag av Kronos Quartet och Aspen Wind Quintet uppstod kompositioner, med Ensemble Modern studerade han inom ramarna för projektet The Yellow Shark ännu kort före sin död 19 kompositioner fram tills de var mogna för att framföras. Den postumt utgivna samlingen Strictly Genteel introducerar orkesterverk. Den tyske musikkritikern Hans-Jürgen Schaal kommenterade detta urval av verk med: ”Vi möter här fadern till punken och det postmoderna i personalunion“.

### Takt och rytm
Typisk för Zappa är den rytmiska mångfald som återfinns i enskilda kompositioner liksom i hans verk som helhet. Enligt Volker Rebell finns det ”knappast en taktart – och de må vara aldrig så vridna – som inte redan skulle ha trummats fram hos Zappa”. 
Redan den första kända Zappa-kompositionen – vid tolv års ålder skrev han stycket Mice, ett solo för slagverk
– visar hans utpräglade intresse för rytmik. Detta blir särskilt ”iögonfallande” i stycket The Black Page, även det ett stycke för perkussionsinstrument, vars namn kommer av de många noterna på notpapperet.
Zappa använder olika taktarter, som ofta växlar även inom ett stycke. 
Förutom 4/4-takten, som huvudsakligen förekommer i rockbetonade stycken och i solon, använder Zappa ofta takter som 3/4-, 6/8- och 12/8-takt. Till exempel står What’s The Ugliest Part Of Your Body (We're Only In It For The Money) i 6/8-takt och The Illinois Enema Bandit (Zappa In New York) i 12/8-takt. 3/4-takt förekommer oftare, exempelvis i Uncle Meat Main Theme (Uncle Meat) Sofa (One Size Fits All) och Overture To A Holiday In Berlin (Burnt Weeny Sandwich). Zappa sätter ofta in 2/4-takt där anspelningar på marschmusik ska vara tydliga, som i "Who Needs The Peace Corps" (We’re Only In It For The Money).
Men även i Västeuropa mindre brukliga, udda taktarter är karakteristiska för Zappa. Till dessa hör 5/4-, 5/8-, 7/4 och 7/8-takt samt takter spelade i shufflerytm. Så är vissa textrader i sången What's The Ugliest Part Of Your Body (We’re Only In It For The Money) skrivna i 7/8-takt.
Big Swifty (Waka/Jawaka) växlar två gånger i kvinter från 7/8- till 3/4-takt och sedan från 5/8- till 6/8-takt, tills i refrängen slutligen 4/4-takten nås. 
Generellt är udda taktarter ofta kopplade med grundmönster som upprepas. Men även olika taktarter med upprepade patterns, eller likaförblivande taktarter med växlande grundmönster förekommer. I stycket Rubber Shirt överlagras exempelvis ett basspår i 4/4-takt och ett slagverksspår 11/4-takt. 
De båda spåren spelades in vid olika tillfällen och kombinerades först i efterhand i studion.
Taktbyten markerar även ofta innehållsliga eller melodiska övergångar och sätts in exempelvis vid motivväxling samt till fras- och temaformning. Vid vissa stycken, som The Dangerous Kitchen (The Man From Utopia), är metriken anpassad till den underliggande taltexten. Detta leder till ständiga taktbyten. Zappa själv bekände: ”mitt särskilda intresse gäller de ovanliga taktarterna”.
Rytmik i Zappas musik är stilbildande och mångskiktad. Ofta står den i förgrunden. Not- och pausvärdena uppvisar en stor spännvidd. Ofta används trioler eller kvintoler. Trioler, kvartoler eller kvintoler spelas då också på två eller fler taktslag. Dessa så kallade tonlängd-konflikter samt de rytmiska accentförskjutningarna (hemioler) och förskjutningar av betonade taktdelar (synkoper) är typiska för Zappa. Ofta uppnås därigenom oväntade effekter.
I Eric Dolphy Memorial Barbecue (Weasels Ripped my Flesh) använder han hemioler, för att genom att förminska tonlängden uppnå ett tydlig påskyndande bort över taktgränserna. Därvid förblir dock tempot alltså antalet grundslag per minut, lika.
De i vissa stycken genom accentsättning framkallade asymmetriska anordningen av likformiga notvärden jämför musikvetaren Wolfgang Ludwig med Igor Stravinskij.
Denna även för jazzmusiken karakteristiska teknik finns exempelvis i Igor’s Boogie på Burnt Weeny Sandwich.
Även rytmisk-metriska permutationer och polymetrik är ett stilelement som ofta påträffas hos Zappa. Det senare återfinns exempelvis i The little house I used to live in (Burnt Weeny Sandwich): Till det inledande basriffet (11/8) bifogas en melodilinje som varar i 12/8 slag. Vid varje upprepning förskjuts början av melodin med 1/8 notvärde,  stycket ges på så sätt en särskild egendynamik.
En för Zappa typisk rytmisk variation av motiv och fraser användes exempelvis i Big Swifty från albumet Waka/Jawaka.
Zappa använder ofta augmentation och diminution. Därvid förbliver notvärdenas förhållande till varandra inom ett tema lika, men hastigheten ändrar sig, som i Big Swifty. 
Avvikelser från rytmiska grundmönster finns i nästan alla Zappas stycken. Med undantag för riffbildningar och ackompanjemangstämmor vid solon finns det i hans stycken sällan faser då en bestämd rytm bibehålls en längre tid.

### Melodi

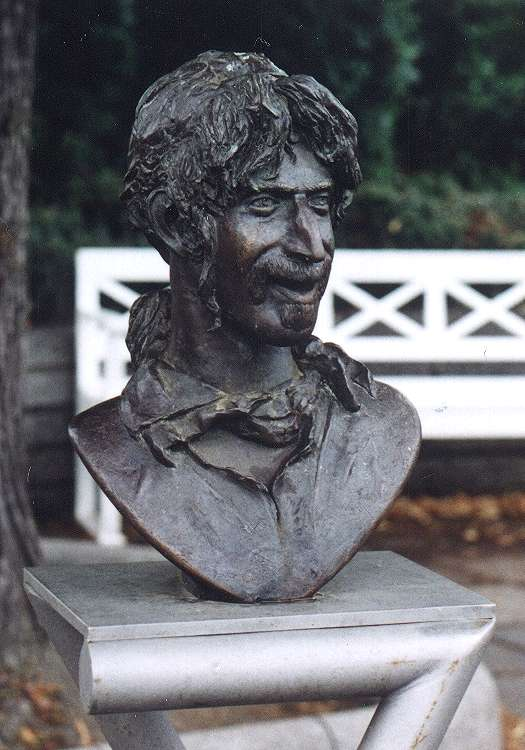
Bronsbyst av Frank Zappa i Bad Doberan i Tyskland

Zappa själv lade stort värde på gestaltningen av melodier: ”I’m interested in melodies and it’s the one thing I find lacking in most of the music today. [...] It’s a big challenge to write a melody” (Jag intresserar mig för melodier och det är den sak som jag tycker saknas i den mesta musiken idag. Det är en stor utmaning att skriva en melodi.).
En frekvensanalys av de intervall som förekommer i Zappas melodier visar en skillnad mot de fördelningar som är vanliga i rockmusiken. Det intervall som används oftast i Zappas melodier är kvarten, som utgör ungefär en tredjedel av alla förekommande tonhöjdsändringar, följd av den lilla tersen med 23 procent och den stora tersen med 13 procent. Påfallande är dessutom små och stora septimer, vars andel uppgår till 15 procent.
Kvartsprången är ganska ovanliga, medan sekunder och terser ”[...] vid den melodiska gestaltningen allmänt [måste] uppträda oftast.” 
I en indelning av intervallen som lutar sig mot jazzen tillskrivs tersen som primär konsonans ett särskilt välljud, medan den stora septiman räknas som dissonans. Kvarten beskrivs som differerande i sin verkan. Zappas användning av de nämnda intervallen visar därmed en stor bandbredd och är ett karakteristiskt stilelement i hans melodier.
Ofta påträffas hos Zappa även sekvenser. Därvid upprepas lika tonföljder omkastat, exempelvis i den melodiska sekvensen i King Kong från albumet Uncle Meat. Zappa använder även flerfaldiga tonupprepningar, som i sången You didn’t try to call me på albumet Freak Out!
Typiskt för melodierna är också ständiga växlingar av rörelseriktningen, vid vilka stadievis växlas mellan tonhöjning och tonsänkning, 
här demonstrerat med ett kort utsnitt ur låten Absolutely Free från albumet We’re Only in It for the Money: Från ton till ton växlar vid olika tider riktningen i vilken tonhöjden ändrar sig.
Zappa använder även kontrapunktiska tekniker, som vanligen inte förekommer i rockmusik. Därtill hör exempelvis ”kräftgång”, där melodin först spelas framåt och sedan åter baklänges, som i Zombie Woof från albumet Over-Nite Sensation. Till ytterligare stilelement räknas drillar, det snabba upprepade spelandet av två toner som ligger nära varandra. Särskilt på vibrafon används detta ofta, exempelvis i What’s new in Baltimore från albumet Frank Zappa meets the Mothers of Prevention. Även glissando, snabba kontinuerliga tonhöjdsändringar, finns i många stycken.
Vid sångstämmorna är det slående att fördelningen av sångstavelserna på meloditonerna ofta formas medvetet. I bestämda avsnitt sjungs exakt en ton per stavelse. Denna teknik används till exempel i bryggan i The Illinois Enema Bandit (Zappa in New York). Motsatsen – fördelningen av flera toner på en stavelse, melism – används likaså som stilmedel, till exempel i Advance Romance från albumet Bongo Fury.

### Gitarristen
Förutom sina kvaliteter som kompositör, arrangör och bandledare var Zappa även skicklig elgitarrist. Han själv såg sig som ”kompositör, vars huvudinstrument är just gitarren”. 
Andra räknade honom till de mest talangfulla och begåvade gitarristerna av sin tid, 
till ”sextiotalets äkta gitarrhjältar” 
eller ”till de egensinnigaste och mest kompetenta gitarristerna på scenen”. 
Hans egensinniga spelsätt beundras, ”som i låten The Orange County Lumber Truck (album Weasels Ripped My Flesh), ett stycke som utmynnar i ett av de svängigaste gitarrsolona i popmusiken överhuvudtaget.

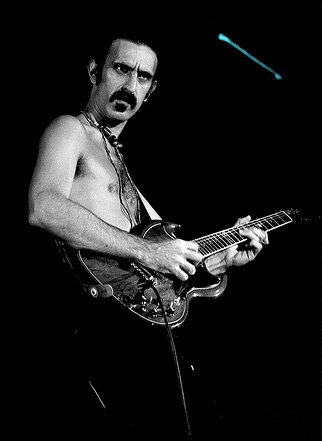
Frank Zappa i Armadillo World Headquarters i Austin, Texas den 13 september 1977. Här spelandes en Gibson SG.

Typiskt för Zappas spelsätt är den stora experimentglädje som han skred till verket med. Ett kännemärke är den för rockmusiken ovanliga längden på hans solon. På de båda dubbel-cd-skivorna Shut Up ’N Play Yer Guitar och Guitar – båda innehåller uteslutande solon – är de kortaste bidragen 1.39 och 2.12 minuter långa, de längsta 10.12 och 6.58 minuter långa. Zappa skilde sig från många andra gitarrister även genom att han i sitt spel använde alla lägen på greppbrädan. 
Hans spelteknik, som utmärker sig genom stor hastighet, ansåg han själv inte särskilt extraordinär: ”Jag är ingen virtuos gitarrspelare. En virtuos kan spela allt, och det kan inte jag.” 
Ändå såg han sig fullständigt kapabel att spela det som han kände och hade därtill utvecklat en tillräckligt snabb teknisk färdighet. ”Om jag slår an en ton med höger hand, spelar jag fem med vänster hand. Jag slår inte an alla toner som jag spelar. Jag gör även saker, där jag använder plektrumet på greppbrädan, trycker ned och slår an den på samma gång. Det låter då lite som ett bulgariskt säckpipe-sound.”
Väsentliga influenser för gitarristen Zappa var Guitar Slim och Johnny Guitar Watson. I sin självbiografi sade Zappa: ”Fastän jag inte kan påstå att jag idag klarar av att spela ett Guitar Slim-lick, så hade dock hans ’plåga den och stryp den’-attityd ett starkt estetiskt inflytande på den stil som jag slutligen utvecklade.” 
Han upptäckte Watson 1955 genom dennes första hit Those Lonely Lonely Nights. Zappa: ”Watson är den ursprunglige minimalisten bland gitarristerna. Solot på ’Lonely Nights’ – ’ennotsgitarrsolot’: Det säger allt. Till punkt.” 
Musikaliskt orienterade Zappa sitt solospel enligt egen utsaga till ”språkligt influerad rytmik och harmoni, de är båda antingen orienterade mot pentatonik eller mot fler”. 
Grunden för hans improvisationer var därvid ofta sånger i d-moll. Zappa: ”Faktiskt går nog 80 procent av våra låtar som innehåller solon i denna tonart och innehåller samma taktbyte. Jag gillar helt enkelt d-moll-improvisationer; d-moll med framförställt durackord ger en fin modal effekt.”
Resultatet av hans ”innehållsrika, inspirationsstarka” och med ”hög risk och stor experimentglädje” 
framförda spelsätt, som även lämnar ”rum för hånande fraseringar”, var solon vid vilka man i slutet kunde höra ”publiken formligen tappa andan av överraskning” – för rockjournalisten Volker Rebell helt enkelt ”utanför kategorierna”. 
Zappas kvaliteter som rytmgitarrist är obestridda: Många av de långt mer än 1 000 låtar som han spelade in och gav var späckade med träffsäkra infall.
Zappa arbetade med många sorters gitarrljud. Bidrag på akustisk gitarr (mestadels spelat på en Ovation med elgitarrhals) finns, liksom hela vidden av elgitarrljud, från odistat (”clean”) över lätt distat, till extremt överstyrt bombastiskt ljud som på albumet Tinsel Town Rebellion. Klangfärgen influerade Zappa framför allt – som en av de första gitarristerna över huvud taget – med wah-wah-pedal. Likaså kan höras, om dock inte lika ofta, phaser-, flanger- eller choruseffekter. Mer sällan använde han delay.
Vidden av Zappas spelförmåga demonstreras av så olikartade bidrag som de rockigt vilda solona i Rat Tomago (albumet Sheik Yerbouti) och Willie The Pimp (albumet Hot Rats), den på akustiska instrument inspelade gitarrduetten Sleep Dirt (albumet Sleep Dirt), det svängiga, endast som fragment befintliga solot i The Orange County Lumber Truck (albumet Weasels Ripped my Flesh) och det jazziga solot i Grand Wazoo (albumet The Grand Wazoo). Även den orientaliskt behagfulla gitarrinstrumentalen Theme From The 3rd Movement of Sinister Footwear (albumet You Are What You Is) samt inledningssolot i Filthy Habbits (albumet Sleep Dirt), instrumentalnumret Pink Napkins (albumet Shut Up ’N Play Yer Guitar), melodiösa svävande solon som i Inca Roads (albumet One Size Fits All) och Any Kind Of Pain (albumet Broadway The Hard Way), solot i Son of Orange County som utgår både från melodi och drivande rock (albumet Roxy & Elsewhere) och Zoot Allures (albumet Zoot Allures), en gitarrinstrumental med riklig feedback. Låten Watermelon In Easter Hay är också en av Frank Zappas signatursolon på albumet Joe's Garage. Frank Zappa ansåg att det var den bästa låten på skivan, och hans son Dweezil menar att det är det bästa gitarrsolot som hans far någonsin spelat.

## Zappa och samtidskulturen
Även om Zappa i tidiga år genom sitt uppträdande och sin klädsel avlägsnade sig från borgerliga ideal som freak, distanserade han sig ganska snabbt från hippierörelsen som uppstod på 1960-talet. Han tog ofta upp hippies satiriskt i sina sånger och i konsertframträdanden. I sina sånger, i intervjuer samt i radio- och TV-inslag uttalade han sig alltid mot droganvändning och han försökte även hålla sina bandmedlemmar borta från detta.

### Hippierörelsen
I början av 1960-talet utvecklades i USA en ny ungdomskultur som ibland tog sig olika regionala uttryck. Scenen i San Francisco präglades av hippies och den i Los Angeles, där även Zappa levde, av freaks. I deras sätt att leva såg Zappa först ett lämpligt ”medel mot USA:s obarmhärtiga konsumtionskultur”. Han förstod ungdomarnas krav på tankens frihet. Fri kärlek, öppna förhållanden – även dessa synpunkter om ett annat levnadssätt som det propagerades för motsvarade hans livsideal.
Under denna subkulturs korta blomstringstid i Los Angeles blev Mothers of Invention kända. Zappa använde bandets popularitet på scenen och det reklammedel som fanns efter att albumet Freak Out! hade givits ut. Han publicerade sina egna idéer om en motkultur i delvis flersidiga tillkännagivanden och bilagor till Los Angeles Free Press. Zappa ville att samhället skulle förändras och han försökte samla sina fans för att nå detta mål. I fortsättningen gällde Zappa och Mothers i mångas ögon som kulturscenens språkrör. Många andra däremot motsatte sig Zappas deklarationer, och upplevde dessa, som Barry Miles skriver, ”helt enkelt som uppblåsta och patriarkaliska”. Till och med Mothers-sångaren Ray Collins tog i en insändare offentligt ställning mot Zappa.
Först hade Zappa hånat hippies lindrigt (”I San Francisco tar man itu med saken på ett något lantligt sätt.”). Snart märkte han dock hur scenen även fångades av en annan sida: ”Då motkulturen började observeras av de amerikanska medierna, var den redan fast i händerna på företagen.” Han själv började kommentera satiriskt vissa utformningar av freak-tillvaron. Den del av Laurel Canyon där då många dropouts bodde (även han själv), var för honom ”freakreservatet” eller en ”hallucinogen ödemark”. Zappas kritik blev med tiden allt strängare och kulminerade 1985 i låten We’re Turning Again på Frank Zappa Meets The Mothers Of Prevention.
I sin självbiografi menar Jefferson Airplane-sångerskan Grace Slick att Zappa hade gjort sig ”oförblommerat lustig” över hela motkulturen, ”som han ju ändå medverkade i”. Zappa-biografen Barry Miles drar slutsatsen att Zappa aldrig var en hippie, snarare en senare beatnik – en ensamvarg och en ”medresenär, som var på väg på en parallell kurs: ensam”.

### Droger
Zappa rökte mycket och drack dessutom rikligt med kaffe, och gjorde sig lustig över båda dessa vanor. Konsumtion av andra sorters droger tog han dock alltid avstånd från, framför allt för sig själv.
I sin självbiografi I am the American Dream skildrade han hur han mellan 1962 och 1968 vid kanske tio tillfällen prövade ”glädjen av marijuanajoints som går runt i ett sällskap”: ”Jag blev torr i halsen och det gjorde mig sömnig. Jag kunde inte förstå varför andra tycker så mycket om det.” Zappa tillade: ”Hade jag gillat det, så skulle jag kanske fortfarande använda det – rökning i sig gillar jag ju.” Som bekant blev det inte så. Grace Slick sade i sin självbiografi: ”Droger var inte Franks grej”. Hans erfarenhet av fängelse och fruktan för att bli gripen utan egen förskyllan gjorde att han förbjöd besökare att ta med droger till hans hem.

## Utmärkelser
Frank Zappa invaldes i Rock and Roll Hall of Fame år 1995.
År 2007 utsåg hans födelsestad Baltimore den 9 augusti till officiell Frank Zappa-dag till hans ära, något som dock ändrades till hans födelsedag den 21 december år 2008. En kopia av den bronsbyst av Zappa som finns i Vilnius kommer också att uppföras i Baltimore.
En asteroid har uppkallats efter Zappa: 3834 Zappafrank.

## Citat
- Om rockjournalistik: ”Most rock journalism is people who can’t write, interviewing people who can't talk, for people who can’t read.”
- Om universums vanligaste beståndsdel: ”Some scientists claim that hydrogen, because it is so plentiful, is the basic building block of the universe. I dispute that. I say there is more stupidity than hydrogen, and that stupidity is the basic building block of the universe.”
- Om musik: ”Information is not knowledge. Knowledge is not wisdom. Wisdom is not truth. Truth is not beauty. Beauty is not love. Love is not music. Music is the best.”
- Om musikstilar: ”Jazz is not dead, it just smells funny.”
- Om Gud: ”After all, he [God] wrote this book here, and in the book it says he made us all to be just like him! So if we're dumb, then God is dumb – and maybe even a little ugly on the side.”
- Om komponering: "A composer is someone who forces his will upon unsuspecting air molecules, often with the assistance of unsuspecting musicians."
- Om hans barns udda förnamn: "..the fact is that no matter what first names I might have given them, it is the last name that is going to get them in trouble."
- Om trångsynthet kontra ett öppet sinne: "A mind is like a parachute. It doesn't work if it is not open."